# كريغ آدامز
كريغ آدامز (بالإنجليزية: Craig Adams)‏ (و. 1977 – م) هو لاعب هوكي الجليد، من كندا.

## التعليم
تعلم في جامعة هارفارد.

## جوائز
حصل على جوائز منها:
- كأس ستانلي.

## روابط خارجية
- كريغ آدامز على موقع دوري الهوكي الوطني (الإنجليزية)
- كريغ آدامز على موقع قاعة مشاهير الهوكي (لاعب أن.إتش.أل) (الإنجليزية)
- كريغ آدامز على موقع EliteProspects.com (الإنجليزية)
- كريغ آدامز على موقع Eurohockey.com (الإنجليزية)
- كريغ آدامز على موقع HockeyDB.com (الإنجليزية)
- كريغ آدامز على موقع Hockey-Reference.com (الإنجليزية)